# Габріель Алмонд
Габріель Алмонд (англ. Gabriel A. Almond; англійською читається Амонд, 12 січня 1911 — 25 грудня 2002) — американський політолог, фахівець в області теоретичної та відносної політології. Став популярним завдяки своїм працям з теорії політичної системи та політичної культури. Автор структурно-функціональної моделі. Широко використовував концепцію «входу й виходу» в аналізі політичних систем і приділив багато часу вивченню відповідних функцій. Алмонд добре зобразив зв'язок між політичними орієнтаціями громадян і особливостями функціонування політичної системи.

## Біографія
Алмонд народився у Рок-Айленді, штат Іллінойс, США, в сім'ї російських і українських емігрантів. Він навчався в Університеті Чикаго, спочатку як студент, а потім і як аспірант. Також мав нагоду працювати з Гарольдом Лассвелом. Алмонд захистив докторський ступінь в 1938 році, але його докторська дисертація, Плутократія і політика в Нью-Йорку, не була опублікована до 1998 року, оскільки вона містила невтішні посилання на Джона Д. Рокфеллера, благодійника Чиказького університету.
Алмонд викладав у Бруклінському коледжі з 1939 по 1942 із вступом США у Другу світову війну, він вступив до Управління військової інформації ( Office of War Information), де займався аналізом ворожої пропаганди, пізніше став головою Enemy Information Section.
Після війни працював в Єльському університеті (1947—1950, 1959—1963), в Принстонському університеті (1950—1959) та в Стенфордському університеті (1963—1993).
Протягом багатьох років Алмонд очолював Social Science Research Council's Committee on Comparative Politics,також був президентом Американської асоціації політичної науки (APSA) в 1965-66. У 1981 році Алмонд отримав премію Джеймса Медісона APSA, за особливі досягнення в області політології. Також Габріель Алмонд був першим лауреатом премії Карла Дойча (IPSA) в 1997 році. Помер Габріель Алмонд у Пасифік-Гроув, що в Каліфорнії, у віці 91 року.

## Основні праці
- Привабливість комунізму. — 1954.
- Громадянська культура: Політичні орієнтації в 5 країнах. — 1963.
- Політична теорія і політична наука. — 1966.
- Громадянська культура. Переглянута. — 1980 (спільно з Сіднеєм Вербою).